# Sant Joan
Sant Joan è un comune spagnolo di 1 962 abitanti situato nella comunità autonoma delle Baleari.